# Игнатенко, Андрей Фёдорович
Андрей Фёдорович Игнатенко (род. 28 марта 1971) — российский дзюдоист, призёр чемпионатов России, призёр командного чемпионата Европы, мастер спорта России международного класса. После завершения спортивной карьеры руководил СДЮСШОР имени Григория Веричева. На сентябрь 2013 года был директором комплексной СДЮСШОР «Юность-Метар».

## Спортивные достижения
- Чемпионат России по дзюдо 1992 года — ;
- Чемпионат России по дзюдо 1993 года — ;
- Чемпионат России по дзюдо 1994 года — ;